# Circondario di Levante
Il circondario di Levante era uno dei circondari in cui era suddivisa la provincia di Genova. Capoluogo era la città di Spezia.

## Storia
In seguito al passaggio della Lombardia dal Regno Lombardo-Veneto al Regno di Sardegna (1859), fu emanato il decreto Rattazzi, che riorganizzava la struttura amministrativa del Regno, che fu suddiviso in province, a loro volta suddivise in circondari. 

Il Circondario di Levante fu creato come suddivisione della provincia di Genova; il territorio corrispondeva a quello della vecchia provincia di Levante del Regno di Sardegna.
Con la Proclamazione del Regno d'Italia nel 1861 la suddivisione in province e circondari fu estesa all'intera Penisola, lasciando invariate le suddivisioni già stabilite dal decreto Rattazzi.
Nel 1923, in seguito del forte sviluppo demografico della città della Spezia, il Circondario di Levante fu innalzato allo status di nuova provincia (provincia di Spezia). 
Alla nuova provincia furono assegnati anche i comuni di Maissana e Varese Ligure, già nel Circondario di Chiavari, e Calice al Cornoviglio e Rocchetta di Vara, già nel Circondario di Massa.
Il Circondario di Levante fu definitivamente abolito, come tutti i Circondari italiani, nel 1927, nell'ambito della riorganizzazione della struttura statale.

### Suddivisione amministrativa all'atto dell'istituzione (1859)
- mandamento I di Spezia
  - Beverino, Portovenere, Riccò, Rio Maggiore, Spezia
- mandamento II di Lerici
  - Ameglia, Lerici, Trebbiano
- mandamento III di Vezzano
  - Arcola, Follo, Vezzano
- mandamento IV di Godano
  - Brugnato, Carro, Godano, Zignago
- mandamento V di Sarzana
  - Bolano, Castelnuovo di Magra, Ortonuovo, Santo Stefano, Sarzana
- mandamento VI di Levanto
  - Bonassola, Borghetto, Carrodano, Deiva, Framura, Levanto, Monterosso, Pignone, Vernazza